# 中国电子科技集团公司第三十二研究所
中国电子科技集团公司第三十二研究所（英語：The 32nd Research Institute of China Electronics Technology Group Corporation），也称华东计算技术研究所（英語：East China Institute of Computer Technology）是中华人民共和国一家主要关注基础软件、芯片、军用计算机系统等领域的研究发展机构，于1958年10月27日创建于上海。第三十二研究所隶属于中国电子科技集团有限公司下属二级成员单位中电科数字科技（集团）有限公司。

## 历史
1954年，中央人民政府国家计划委员会向中央各部门印发《编制十五年远景计划的参考材料》，1955年9月15日，中国科学院第39次院务常务会议决定同年10月开始进行十五年发展愿景计划的讨论和制定。
1956年1月，中共中央召开关于知识分子问题的会议，会上周恩来作了《关于知识分子问题的报告》，报告指出国务院已经委托国家计划委员会会同有关部门制定1956年到1967年科学发展远景计划。“在制定这个远景计划的时候，必须按照可能和需要，把世界科学的最先进的成就尽可能迅速地介绍到我国的科学部门、国防部门、生产部门和教育部门中来，把我国科学界最短缺而又是国家建设所最急需的门类尽可能迅速地补足起来，使12年后，我国这些门类的科学和技术水平可以接近苏联和其他世界大国。”同年3月国务院正式成立了科学规划委员会,至此，十二年科技规划的制定工作正式开始。经过半年左右的努力规划基本完成，成果主要体现在《1956－1967年科学技术发展规划纲要(草案)》以及《国家重要科学任务说明书和中心问题说明书》、《基础科学学科规划说明书》、《1956年紧急措施和1957年研究计划要点》、《任务和中心问题名称一览》等文件中，共计六百余万字。10月29日，陈毅、李富春、聂荣臻向中共中央报告了科学规划工作。12月22日，中共中央同意国务院科学规划委员会党组关于征求《1956—1967年科学技术发展远景规划纲要（修正草案）》的意见的报告。
紧急措施提出了“发展计算技术、半导体技术、无线电电子学、自动化技术和远距离操纵技术”等四大项内容。1958年，上海市为贯彻和落实积极全国科技政策，开始创建16个专业研究所，其中包括上海技术计算所。

## 产品和服务
- 103计算机
- J-501计算机

## 历任领导
- 郭书文（1960年-1984年）
- 汪致远（1984年-1987年）
- 何成武（1987年-1994年）
- 马定贤（1994年-1998年）
- 孙德炜（1998年-2009年）
- 游小明（2009年-2016年）
- 江波（2016年-）